# نقص كالسيوم البول
نقص كالسيوم البول (Hypocalciuria) هو انخفاض مستوى الكالسيوم في البول. وهو عامل خطر هام للتنبؤ بـ تسمم الحمل . وهو شائع أيضاً في المرضى الذين يعانون من متلازمة Gitelman .

، كما أنه وجد أيضاً في حالات فرط كالسيوم الدم الناقص كلس البول العائلي.